# Kāsūreh Deh
Kāsūreh Deh (persiska: کاسوره ده) är en ort i Iran.   Den ligger i provinsen Västazarbaijan, i den nordvästra delen av landet, 600 km väster om huvudstaden Teheran. Kāsūreh Deh ligger 1 456 meter över havet och antalet invånare är 178.
Terrängen runt Kāsūreh Deh är varierad. Runt Kāsūreh Deh är det ganska glesbefolkat, med 48 invånare per kvadratkilometer. Närmaste större samhälle är Piranshahr, 3,9 km norr om Kāsūreh Deh. Trakten runt Kāsūreh Deh består till största delen av jordbruksmark.